# Modulátor

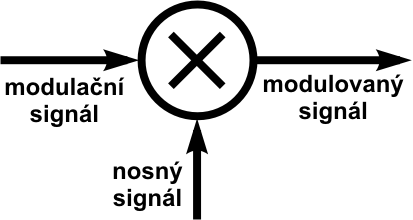
Schematická značka modulátoru

Modulátor je elektronický obvod, ve kterém modulační signál v základním pásmu nesoucí informace ovlivňuje jeden nebo více parametrů nosné vlny tak, že vzniká modulovaný signál. Modulovaný signál se svými vlastnostmi podobá nosné vlně, takže je možné jej přenášet vhodným přenosovým médiem (volným prostorem, kabelem nebo vlnovodem), ale přitom nese informaci obsaženou v modulačním signálu.
V oblasti spotřební elektroniky je modulátor zařízení, které vytváří vysokofrekvenční signál, který lze zachytit přijímačem (např. modulátor pro připojení CD přehrávače nebo MP3 k autorádiu, modulátor umožňující připojení videorekordéru, set-top boxu, herní konzole, mikropočítače nebo televizních her k televizoru). Používá se pro stará nebo levná zařízení, která nemají vstupy a výstupy umožňující přímé propojení, jako jsou vstup AUX, linkový vstup a výstup, konektory SCART, kompozitní video, S-Video nebo komponentní video. Při použití modulátoru je nutné přijímač naladit na frekvenci nebo kanál používaný modulátorem. Jiný silný signál na stejné frekvenci může způsobovat rušení, proto je možné u některých modulátorů používanou frekvenci změnit.

## Zapojení modulátorů
Zapojení modulátoru závisí na požadovaném druhu modulace. K nejjednodušším modulátorům patří modulátory frekvenční modulace, u kterých se přímo ovlivňuje frekvenci oscilátoru nízkofrekvenčním modulačním napětím přiváděným na varikap.
Fázová modulace se obvykle vytváří dále v řetězci od oscilátoru ke koncovému stupni. Zařazením paralelního rezonančního obvodu, jehož rezonanční frekvence se mění varikapem, se mění fázové poměry signálu a tak vzniká fázová modulace.
Amplitudovou modulaci lze provádět ovlivňováním napájecího napětí vysokofrekvenčního zesilovače modulačním signálem.